# Lionel Wiotte
Lionel Wiotte (né le 4 janvier 1985 à Amiens) est un joueur français de hockey sur glace.

## Carrière de joueur
Formé au HCAS Amiens, il fut l'un des grands espoirs du club amiénois, faisant partie de la génération 85 (Petit, Petigny, Teixeira) sacrée plusieurs fois championne de France en hockey mineur.
Sa fidélité et son travail lui ont permis d'intégrer l'équipe professionnelle sans toutefois s'y faire une place de titulaire au fil des saisons. Après une saison blanche en 2008-2009, il intègre l'effectif des Lions de Wasquehal en Division 2.

## Carrière internationale
Il a représenté l'Équipe de France de hockey sur glace en sélection jeune.

## Statistiques
Pour les significations des abréviations, voir Statistiques du hockey sur glace.

### En club
| Saison    | Équipe             | Ligue        |    | Saison régulière | Saison régulière | Saison régulière | Saison régulière | Saison régulière |   | Séries éliminatoires | Séries éliminatoires | Séries éliminatoires | Séries éliminatoires | Séries éliminatoires |
| Saison    | Équipe             | Ligue        | PJ | B                | A                | Pts              | Pun              | PJ               | B | A                    | Pts                  | Pun                  |                      |                      |
| 2004-2005 | Amiens             | Ligue Magnus | 17 | 0                | 0                | 0                | 6                | 5                | 0 | 0                    | 0                    | 0                    |                      |                      |
| 2005-2006 | Amiens             | Ligue Magnus | 22 | 1                | 2                | 3                | 6                |                  |   |                      |                      |                      |                      |                      |
| 2006-2007 | Amiens             | Ligue Magnus | 24 | 0                | 1                | 1                | 12               |                  |   |                      |                      |                      |                      |                      |
| 2007-2008 | Amiens             | Ligue Magnus | 22 | 2                | 4                | 6                | 28               |                  |   |                      |                      |                      |                      |                      |
| 2009-2010 | Lions de Wasquehal | Division 2   | 16 | 9                | 15               | 24               | 103              | 2                | 0 | 1                    | 1                    | 6                    |                      |                      |
| 2010-2011 | Lions de Wasquehal | Division 2   | 18 | 12               | 12               | 24               | 89               | 2                | 1 | 1                    | 2                    | 20                   |                      |                      |